# Veli Nieminen
Heikki Veli Nieminen (Finn Nagyhercegség, Häme tartomány, Tyrväntö, 1886. február 1. – Finnország, Häme tartomány, Hämeenlinna, 1936. április 1.) kétszeres olimpiai bronzérmes finn tornász és sportlövő.

## Élete
Az 1908. évi nyári olimpiai játékokon indult, és mint tornász versenyzett. Csapat összetettben bronzérmes lett. Az első világháború után az 1920. évi nyári olimpiai játékokon ismét indult, de ekkor mint sportlövő. Összesen 6 versenyszámban indult és férfi csapat sportlövészetben, nagyöbű puskával 300 méterről fekvésből bronzérmes lett. A következő olimpián, az 1924. évi nyári olimpiai játékokon indult utoljára és ismét sportlövészetben. Összesen két versenyszámban és érmet nem  szerzett.
Klubcsapata a Riihimäen Ampumaseura volt.